# Zapycna eremita
Zapycna eremita är en insektsart som beskrevs av Alexander Fyodorovich Emeljanov 1968. Zapycna eremita ingår i släktet Zapycna och familjen dvärgstritar. Inga underarter finns listade i Catalogue of Life.